# 佐藤寿治
佐藤寿治（日语：／ Satō Toshiharu，1969年3月19日—），日本男子竞技体操运动员。他曾获得1988年夏季奥运会体操比赛男子团体全能铜牌。他也参加了1996年夏季奥运会。